# Ти си мене варао
Ти си мене варао је први албум певачице Ане Бекуте. Објављен је септембра 1985. године у издању ПГП РТБ. Продуцент албума и композитор свих песама је Предраг Вуковић Вукас. Највећи хит са албума јесте песма Ја нисам рођена да живим сама.

## Песме на албуму
| Бр. | Песма                          | Музика                | Текст             | Аранжман              |
| --- | ------------------------------ | --------------------- | ----------------- | --------------------- |
| 1.  | Ти си мене варао               | Предраг Вуковић Вукас | Славица Вуковић   | Предраг Вуковић Вукас |
| 2.  | Ше, ше, шебоју                 | Предраг Вуковић Вукас | Љиљана Крстић     | Предраг Вуковић Вукас |
| 3.  | Ја нисам рођена да живим сама  | Предраг Вуковић Вукас | Руждија Крупа     | Предраг Вуковић Вукас |
| 4.  | Лудо моја                      | Предраг Вуковић Вукас | Славица Вуковић   | Предраг Вуковић Вукас |
| 5.  | Колико сам тебе волела         | Предраг Вуковић Вукас | Славица Вуковић   | Предраг Вуковић Вукас |
| 6.  | Чувај се само за мене          | Предраг Вуковић Вукас | Љиљана Крстић     | Предраг Вуковић Вукас |
| 7.  | Од самоће горег друга нема     | Предраг Вуковић Вукас | Славица Вуковић   | Предраг Вуковић Вукас |
| 8.  | Води ме                        | Предраг Вуковић Вукас | Славица Вуковић   | Предраг Вуковић Вукас |
| 9.  | Немамо богатства, имамо љубави | Предраг Вуковић Вукас | Станоје Цветковић | Предраг Вуковић Вукас |
| 10. | Чекам те, чекам                | Предраг Вуковић Вукас | Станоје Цветковић | Предраг Вуковић Вукас |

## Информације о албуму
- Продуцент: Предраг Вуковић Вукас
- Тон-мајстор: Драган Вукићевић